# Свети Никанор (Ератира)
„Свети Никанор“ (на гръцки: Ιερός Ναός Αγίου Νικάνορα Εράτυρας) е православна църква в село Ератира (Селица), Егейска Македония, Гърция, част от Сисанийската и Сятищка епархия.

## История
Църквата е изградена в 1816 – 1825 година. Има ценни стенописи от периода, вероятно дело на Георгиос Мануил.
- Стенописи, 1816 – 1825 година
- Света Богородица Животворящ източник (горна част)
- Света Богородица Животворящ източник (долна част – Градът, Източникът и Чудотворното изцеление на един човек)
- Сваляне от кръста